# Уилсон, Ребел
Ре́бел Ме́лани Эли́забет Уи́лсон (англ. Rebel Melanie Elizabeth Wilson, урождённая Melanie Elizabeth Bownds; род. 2 марта 1980, Сидней, Новый Южный Уэльс, Австралия) — австралийская актриса, стендап-комедиантка, сценарист и продюсер. Начала свою карьеру с участия в австралийских комедийных шоу, затем дебютировала в США с ролью в фильме 2011 года «Подружки невесты», после чего появилась в картинах «Свадебный разгром» (2012), «Чего ждать, когда ждёшь ребёнка» (2012) и «Удар молнии» (2012). Её настоящий прорыв произошёл в 2012 году после ролей в комедиях «Идеальный голос» и «Холостячки», после чего Уилсон возглавила список 30 Under 30 журнала Forbes в категории тридцати наиболее перспективных в Голливуде персон моложе тридцати (позже выяснилось, что тогда ей уже было 32 года).

## Ранние годы и образование
Ребел Уилсон родилась 2 марта 1980 года, в Сиднее, Новый Южный Уэльс, Австралия. Её мать — профессиональный кинолог. Уилсон выросла в пригороде Парраматта и Касл-Хилл. Училась в школе «Tara Anglican School for Girls», для девочек. Окончила школу в 1997 году. Заняла второе место в государственном конкурсе пищевых технологий.
Первоначально хотела стать математиком. В интервью австралийской газете «The Sydney Morning Herald» она сказала: «Я всегда была очень собранной и хорошо ладила с математикой». Училась в университете нового Южного Уэльса, который окончила в 2009 году со степенью бакалавра искусств и бакалавра в области права.

## Карьера
Ребел Уилсон училась в австралийском подростковом театре, а в 2003 году выиграла стипендию на поездку в Нью-Йорк, чтобы участвовать в конкурсе The Second City. Вернувшись в Сидней, она вступила в местный театр, где поставила собственноручно написанный мюзикл The Westie Monologues, а затем и ещё два других. Позже она добилась известности благодаря выступлениям в различных комедийных телешоу Австралии, а в 2008 году сыграла главную роль в собственном ситкоме Bogan Pride.
После переезда в США подписала контракт с агентством William Morris Endeavor и вскоре снялась в фильме «Девичник в Вегасе», где сыграла роль соседки героини Кристен Уиг, а также появилась в эпизоде ситкома «Правила совместной жизни». «Девичник в Вегасе» имел как коммерческий, так и критический успех, после чего летом 2011 года актриса получила одну из главных ролей в фильме «Холостячки», заменив Кейси Уилсон. В тот же период она вернулась в Австралию, чтобы сняться в фильме «Свадебный разгром», одновременно со съёмками в американских картинах «Безвыходная ситуация», «Удар молнии» и «Чего ждать, когда ждёшь ребёнка», которые были выпущены в прокат в первой половине 2012 года. В это же время она сыграла одну из главных ролей в комедиях «Идеальный голос» и «Кровью и потом: Анаболики», а также приняла участие в озвучивании анимационного фильма «Ледниковый период 4: Континентальный дрейф».
В начале 2012 года было объявлено, что Ребел Уилсон продала сценарий телевизионного пилота ситкома «Супер весёлый вечер» каналу CBS и будет выступать в проекте в качестве продюсера, автора и исполнительницы главной роли. Тем не менее, проект не получил зелёный свет на дальнейшее производство со стороны CBS и позже им заинтересовался ABC для возможного показа в 2013 году. В мае 2013 года канал заказал сериал для трансляции в сезоне 2013-14 годов. Шоу было закрыто после одного сезона.
В декабре 2012 года Ребел Уилсон была названа журналом Forbes одной из тридцати наиболее перспективных в Голливуде персон моложе тридцати. После было объявлено, что она будет ведущей церемонии MTV Movie Awards в 2013 году.
После 2015 года карьера актрисы пошла на спад. Данный факт она связывает с публикациями различных СМИ, в частности медиахолдинга Bauer Media, о фальсификации актрисой своих личных данных. Уилсон подала в суд, обвинив медиахолдинг в диффамации. Состоявшийся в 2017 году суд обязал Bauer Media выплатить актрисе 650 тысяч австралийских долларов за моральный ущерб и ещё 3,9 миллиона компенсации за упущенную возможность в получении новых ролей.

## Личная жизнь
В июле 2011 года она стала лицом Jenny Craig, Inc. в Австралии, компании по планированию правильного питания с целью потери веса. Уилсон жила с открытым геем Мэттом Лукасом в Лос-Анджелесе в 2012—2015 годах. У Ребел две сестры, Либерти и Анарки, и брат Райот.
В июне 2022 Уилсон совершила каминг-аут, раскрыв отношения с Рамоной Агрума. В ноябре 2022 года у пары, воспользовавшейся услугами суррогатного материнства, родилась дочь.

## Фильмография

### Актриса
| Год  |     | Русское название                           | Оригинальное название                | Роль               |
| ---- | --- | ------------------------------------------ | ------------------------------------ | ------------------ |
| 2003 | ф   | Пицца с доставкой                          | Fat Pizza                            | Тула               |
| 2007 | ф   | Призрачный гонщик                          | Ghost Rider                          | девушка в переулке |
| 2009 | с   | Отдел убийств                              | City Homicide                        | Сара Гилберт       |
| 2009 | кор | Сделка                                     | Bargain                              | Линда              |
| 2010 | с   | Правила совместной жизни                   | Rules of Engagement                  | Сара               |
| 2011 | ф   | Девичник в Вегасе                          | Bridesmaids                          | Бринн              |
| 2011 | с   | Трудоголики                                | Workaholics                          | эпизод             |
| 2012 | ф   | Безвыходная ситуация                       | Small Apartments                     | Рокки              |
| 2012 | ф   | Свадебный разгром                          | A Few Best Men                       | Дафна              |
| 2012 | ф   | Чего ждать, когда ждёшь ребёнка            | What to Expect When You're Expecting | Дженис             |
| 2012 | ф   | Удар молнии                                | Struck by Lightning                  | Малери             |
| 2012 | ф   | Холостячки                                 | Bachelorette                         | Бекки              |
| 2012 | ф   | Идеальный голос                            | Pitch Perfect                        | жирная Эми         |
| 2012 | мф  | Ледниковый период 4: Континентальный дрейф | Ice Age: Continental Drift           | Рац                |
| 2013 | ф   | Кровью и потом: Анаболики                  | Pain & Gain                          | Рамона Элдридж     |
| 2013 | с   | Супер весёлый вечер                        | Super Fun Night                      | Кимми              |
| 2014 | ф   | Ночь в музее 3                             | Night at the Museum 3                | Тилли              |
| 2015 | ф   | Идеальный голос 2                          | Pitch Perfect 2                      | жирная Эми         |
| 2016 | ф   | В активном поиске                          | How to be Single                     | Робин              |
| 2016 | ф   | Братья из Гримсби                          | Grimsby                              | Дони               |
| 2016 | ф   | Просто потрясающе                          | Absolutely Fabulous: The Movie       | стюардесса         |
| 2017 | ф   | Идеальный голос 3                          | Pitch Perfect 3                      | жирная Эми         |
| 2019 | ф   | Ну разве не романтично?                    | Isn’t It Romantic                    | Натали             |
| 2019 | ф   | Отпетые мошенницы                          | The Hustle                           | Пенни              |
| 2019 | ф   | Кролик Джоджо                              | Jojo Rabbit                          | фрейлейн Рам       |
| 2019 | ф   | Кошки                                      | Cats                                 | Мисс Дженни        |
| 2022 | ф   | Выпускной класс                            | Senior Year                          | Стефани Конвей     |

### Сценарист и продюсер
- 2013 — «Супер весёлый вечер»
- 2019 — «Отпетые мошенницы»

## Награды и номинации
Полный список наград и номинаций на сайте IMDb.
| Год  | Награда                                       | Категория                                          | Работа              | Результат |
| ---- | --------------------------------------------- | -------------------------------------------------- | ------------------- | --------- |
| 2009 | Tropfest                                      | Лучшая актриса                                     | Сделка              | Победа    |
| 2011 | Washington D.C. Area Film Critics Association | Лучший актёрский ансамбль                          | Девичник в Вегасе   | Победа    |
| 2012 | Detroit Film Critics Society                  | Лучший прорыв года                                 | Идеальный голос     | Номинация |
| 2012 | San Diego Film Critics Society                | Лучшая актриса второго плана                       | Идеальный голос     | Номинация |
| 2013 | Critics' Choice Awards                        | Лучшая комедийная актриса                          | Идеальный голос     | Номинация |
| 2013 | MTV Movie Awards                              | Прорыв года                                        | Идеальный голос     | Победа    |
| 2013 | MTV Movie Awards                              | Лучший музыкальный момент                          | Идеальный голос     | Победа    |
| 2013 | MTV Movie Awards                              | Лучшее женское музыкальное исполнение              | Идеальный голос     | Номинация |
| 2013 | Online Film & Television Association Awards   | Прорыв года                                        | Идеальный голос     | Победа    |
| 2013 | Teen Choice Award                             | Лучшая комедийная актриса                          | Идеальный голос     | Победа    |
| 2013 | Teen Choice Award                             | Лучшая экранная команда                            | Идеальный голос     | Номинация |
| 2013 | Teen Choice Award                             | Специальная награда                                | н/д                 | Номинация |
| 2014 | People's Choice Awards                        | Лучшая телевизионная актриса                       | Супер весёлый вечер | Номинация |
| 2014 | Young Hollywood Awards                        | Специальная награда                                | н/д                 | Номинация |
| 2015 | MTV Movie Awards                              | Лучший актёрский ансамбль                          | Идеальный голос 2   | Победа    |
| 2015 | MTV Movie Awards                              | Лучший поцелуй (совместно с Адамом Дивайном)       | Идеальный голос 2   | Победа    |
| 2015 | MTV Movie Awards                              | Лучшее комедийное выступление                      | Идеальный голос 2   | Номинация |
| 2015 | Teen Choice Awards                            | Лучшая комедийная актриса                          | Идеальный голос 2   | Номинация |
| 2015 | Teen Choice Awards                            | Лучшая экранная пара (совместно с Адамом Дивайном) | Идеальный голос 2   | Номинация |
| 2017 | People's Choice Awards                        | Лучшая комедийная актриса                          | В активном поиске   | Номинация |